# Jazz Jackrabbit 2

Lori, sora lui Jazz

Jazz Jackrabbit 2 este un joc produs de compania Epic MegaGames, acum cunoscută ca Epic Games. A fost lansat în 1998 pentru calculatoarele tip IBM pe platforma Windows, și mai târziu pentru calculatoare Macintosh . Este continuarea jocului Jazz Jackrabbit.
Jazz îl urmărește pe Devan Shell prin timp, pentru a recupera inelul promis Evei. Fratele lui Jazz, Spaz, și în următoarele versiuni sora lui Jazz, Lori, sunt introduse ca și caractere jucabile. Jocul are opțiunea de multiplayer, incluzând abilitatea de a juca într-o rețea de tip Lan sau pe Internet.
Spaz apare inițial pe coperta pachetului de expansiune Holiday Hare '95.  Jazz și Spaz au înfățișări și comportamente diferite. Jazz se lasă pe spate, pe când Spaz râgâie și explodează, rămănându-i numai papucii. Caracterele au un mod unic de mișcare, Spaz având o dublă săritură iar Jazz poate zbura transformându-și urechile în elice de elicopter.

## Caractere[2]
Jazz Jackrabbit 2 are două caractere jucabile, Jazz și Spaz; și al treilea caracter, Lori, a fost adăugat în Jazz Jackrabbit 2: Fișierele Secrete.
- Jazz Jackrabbit (stânga copertei) este caracterul principal al jocului, numele lui fiind și numele jocului. El este colorat cu verde închis, doar pe burtă având o pată de verde deschis. De asemenea poartă o bandană roșie. Pistolul lui principal este unul albastru. Abilitatea lui principală este de a-și transforma urechile în elice de elicopter, în felul acesta putând zbura.
- Spaz Slackrabbit este fratele lui Jazz. El are o culoare roșie-aprinsă și o pată de galben pe burtă. El are papucii albaștri. Super-puterea lui este dubla săritură.
- Lori Jackrabbit este sora lui Jazz și Spaz. Ea este al treilea personaj apărut în joc odată cu pachetul de expansiune "Holiday Hare". Ea este în întregime galbenă și are un costum mov.
- Eva Earlong este viitoarea soție a lui Jazz și iepuroaica care are necazuri în fiecare joc. În primul joc ea este răpită, și în al doilea joc morcovul de  24 de "carote" este furat intenționat. Ea este prințesa iepurilor. Eva nu este un caracter jucabil. Ea apare odată în versiunea gratuită, și stă la baza steagurilor în nivelul multiplayer "Capturează Steagul". Ea apare de asemenea în video-ul de sfârșit.
- Devan Shell este principalul personaj negativ din joc. În primul joc el o răpește pe iubita lui Jazz, iar în al doilea joc îi răpește inelul de nuntă. El are înfățișarea unei broaște țestoase.Devan, inamicul lui Jazz

Devan, inamicul lui Jazz

## Boși[3]
În ordinea nivelelor boșii sunt: Bilsy - Bolly - Bubba - Queen - Robot Boss - Schwartzenguard - Tweedle - Uterus - Devil Devan
Bilsy
- Descriere: Bilsy este un diavol mic și slab căruia îi place să scuipe cu flăcări în jucător. După ce atacă, se teleportează în altă locație, făcându-l dificil de lovit. El este folosit în Holiday Hare '98 și în ediția Cronici de Crăciun.

Bolly
- Descriere: Bolly deține un dublu pericol: El lovește jucătorul cu cârligele sale , dar aruncă și proiectile cu flăcări și, uneori, atacă cu un laser. Poate fi încet, dar este foarte periculos într-un spațiu mic.

Bubba
- Descriere: Bubba este un diavol roșu care scuipă mingi de foc, la fel ca Blisy. Dar, în loc să se teleporteze, se învârte în jur ca o tornadă într-o formă de atac greu de eschivat.

Queen
- Descriere: Regina este cea mai înfricoșătoare șefă din joc! Ea stă la nivelul solului și țipă extrem de tare încât jucătorul este împins înapoi și atacă jucătorul făcându-i o cărămidă să-i cadă în cap când tropăie. Este înarmată cu un scut care deviază proiectilele, de asemenea ea poate fi atacată de puține ori.

Robot Boss
- Descriere: Robotul construit de Devan este controlat de către Devan Shell cu ajutorul unei telecomenzi. El aleargă în jurul jucătorului, împușcându-l. Pe parcurs ce este împușcat, el pierde piese și particule pe pământ, care devin temporar periculoase de a păși peste.

Schwartzenguard
- Descriere: Un fel de țestoasă pe steroizi, acest personaj își aruncă buzduganul precum un bumerang, mișcându-se în continuu.

Tweedle
- Descriere: Tweedle a fost scos din Jazz Jackrabbit 2. El poate fi găsit în unele locuri, dar ca personaj normal. Caracterul a fost inspirat din povestea Alice în Țara Minunilor (Gemenii Tweedledee și Tweedledum).

Uterus
- Descriere: Bossul Uterus plutește în aer și de obicei este găsit în nivelele acvatice. Ocazional el va aduce un crab. Poate fi lovit doar de puține ori, deoarece se închide des în cochilia sa protectivă, atacând jucătorul de acolo.

Devil Devan
- Descriere: Devil Devan este ultimul boss din joc, și probabil cel mai dur. Inițial, Devan fuge în jur cu un pistol, sărind și împușcând jucătorul. Dar, după ce este înfrânt, el se va transforma într-un drac zburător. Din cauza unui bug apărut în joc, uneori a doua parte nu are loc.

## Capitole[4]
- Formerly A Prince (Formal cunoscut ca Prinț)

În acest episod Jazz scapă din Castelul Carrotus și vizitează laboratorul unui om de știință nebun.
- Jazz in Time (Jazz în Timp)

În acest episod Jazz ajunge în Timpurile Victoriei, luptându-se cu Pălărierul Nebun într-o versiune asemănătoare cu povestea Alice în Țara Minunilor, apoi explorează o plajă.
- Flashback (Amintiri)

În acest episod se recreează primul nivel din jocul Jazz Jackrabbit cu inamici noi și dificili.
- Funky Monkeys (Maimuțe Nasoale)

În acest nivel Jazz vizitează o junglă, merge la Heck (și trăiește prima lui zi de climat rece din viața lui) și se luptă cu Devan Shell.
- Shareware Demo (Demo gratuit)

Deși numele conține un pleonasm informatic și nu este un episod cu o poveste aparte, conține nivele prezente numai în versiunea gratuită a jocului.
- Homecooked Levels (Nivele gătite acasă)

Este o listă de nivele construite de către utilizatori care folosesc "Jazz Creation Station", un utilitar inclus cu jocul.

## Modul de joc[5][6]
Modul de joc rămâne similar cu cel din jocul original, dar are o grafică mult mai bună. Jucătorii au câteva mutări, exemplificând aici lovitura cu fundul, dar și sprintul cu care poți trece prin pereții distructibili. Sunt arme de tot felul, de la arcuri la tunuri, aruncătoare de flăcări și arme care îngheață, ele putând fi găsite pe parcursul jocului. De asemenea sunt multe lucruri adiționale pe care le întâlnești pe parcursul jocului cum ar fi mâncarea cu care îți încarci viața . Colecționând multă mâncare se activează modul "Sugar Rush" , în care jucătorul se mișcă mult mai repede. De asemenea jucătorii pot colecționa monede care sunt necesare pentru a trece prin portale. Obiectivul jocului este cel de a trece de la un nivel la altul. Nivelele au 3 feluri de dificultate (Ușor, Mediu și Greu). În modul multi-player se poate seta numărul de runde de la 1 la 100.

## Asemănări cu alte jocuri
Jazz Jackrabbit 2 este similar cu jocul Sonic the Hedgehog în următoarele moduri:
- Rampa Săltăreață ce ajută jucătorul să sară mai tare este prezentă în ambele jocuri - ele sunt chiar identice.
- Sunt situații în ambele jocuri când două rampe săltărețe pot fi una deasupra celelaltei (asta poate ține jucătorul o perioadă de timp).
- Caracterele ambelor jocuri sar ca o minge, având forma uneia (în Jazz Jackrabbit 2 jucătorul trebuie să sară când fuge pentru a avea această formă, dar în Sonic the Hedgedog tot timpul când Sonic sare ia forma de minge).
- Jucătorul poate călători prin tuburi cu caracterele ghemuite ca niște mingi. Aceasta este făcută automat și nu poate fi controlat de către jucator.
- În ambele jocuri, televizoarele conțin puteri și muniții. Acestea pot fi luate spărgând televizorul. Ambele jocuri au și scuturi în televizoare.

Jazz Jackrabbit 2 este de asemenea influențat de către seriile Earthworm Jim. Câteva asemănări includ grafica unor nivele, mai ales a nivelelor "Inferno" și "Labrat". "Inferno" este asemănător cu nivelul Planet Heck. "Urechile de elicopter ale lui Jazz" și pistolul special al lui Spaz sunt luate direct din jocurile Earthworm Jim. Nivelele sunt asemănătoare cu cele ale primului joc din seria Rayman.

## Jazz Creation Station[7]
Jazz Jackrabbit 2 are un editor de nivele numit "Jazz Creation Station", prescurtat JCS. Jucătorii pot să creeze nivele și să le joace, dar și să le impartă online, pentru a mări valoarea jocului. Chiar și astăzi noi nivele sunt produse de către fani. Vezi secțiunea cu linkuri externe. JCS nu este disponibil pentru utilizatorii de Mac.
Sunt cel puțin 2 versiuni de JCS  disponibile. Prima se regăsește în jocul original, pe când a doua versiune a venit cu noile pachete de expansiune ale jocului. Noul JCS are o opțiune de protejare a nivelulilor cu parole, noi suprafețe de joc și alte lucruri adiționale, care nu se regăsesc în jocul original, ca de exemplu inamici bazați pe tema Crăciunului și noi șefi. Nivelele create cu noua versiune din pachetul de expansiune nu se pot deschide în jocul original, deși viceversa merge.
Printr-o navigare mai atentă în editorul JCS găsești foarte multe lucruri neincluse în jocul final, încluzând scuturi, puteri și șefi. Unele din aceste lucruri sunt funcționale, dar multe nu sunt. Mai interesant este că include un șef foarte greu numit Bilsy, care nu apare în joc dar este total funcțional. Oricum Bilsy apare în pachetul de expansiune  Holiday Hare '98 cu o costumație dedicată Crăciunului.

## Alte versiuni și pachete de expansiune

### Jazz Jackrabbit 2: Shareware Edition
Lansat in 1998, aceasta este versiunea gratuită a jocului. Include 3 nivele de single-player și două de multi-player.

### Jazz Jackrabbit 2: Holiday Hare '98
Această versiune de Crăciun  a fost lansată în 1998 pentru calculatoarele IBM, dar numai în America de Nord. Spre deosebire de celelalte versiuni pe tema vacanțelor, acest joc este mai degrabă comercial decât gratuit. Include 3 nivele noi de single-player precum și noi boși și noi nivele multi-player.

### Jazz Jackrabbit 2: The Secret Files
Această ediție de Paști a fost lansată in 1999 pentru calculatoarele tip IBM, dar numai în Europa. Acest joc o introduce pe sora lui Jazz, Lori , aceasta fiind un alt caracter jucabil. De asemenea adaugă un nou episod jocului Jazz Jackrabbit 2, numit "Fișierele Secrete" (The Secret Files). Acest episod conține 3 noi zone, fiecare cu 3 nivele noi. Noi lucruri sunt adăugate versiunii The Secret Files , multe fiind din primul Jazz Jackrabbit.

### Jazz Jackrabbit 2: The Secret Files Shareware Edition
Lansat în 1999, aceasta este o versiune gratuită pentru a promova pachetul de expansiune The Secret Files. Este identic cu jocul gratuit, dar include abilitatea de a juca cu Lori, de asemenea incluzând și două nivele single player adiționale față de prima versiune.

### Jazz Jackrabbit 2: The Christmas Chronicles
Această versiune de Crăciun este o versiune îmbogățită a pachetului de expansiune Holiday Hare '98, având-o pe Lori drept caracter jucabil. Acest pachet de expansiune trebuia să fie lansat în 1999 pentru calculatoarele IBM, pentru Europa. Însă, publicatorul, Project 2, a dat faliment înainte de data lansării. Eventual a fost lansat in Polonia in 2000. După scurt timp a urmat o ediție limitată în Europa. Această versiune este bazată pe engineul de la pachetul de expansiune "The Secret Files".

## Creatorii jocului[8]
- Designer, Co-producător: Cliff Bleszinski
- Programator șef: Arjan Brussee
- Programator: Michiel Ouwehand
- Artă, animație, design: Nick Stadler
- Muzică: Alexander Brandon, Sean Hiler, Robert A. Allen
- Cinematice: Dean Dodrill
- Efecte Sonore: Nando Eweg
- Designerul nivelelor: Jon MacLellan
- Producător: Robert A. Allen
- Programatorul de sunet: Carlo Vogelsang